# Boris Jevgeňjevič Vdověnko

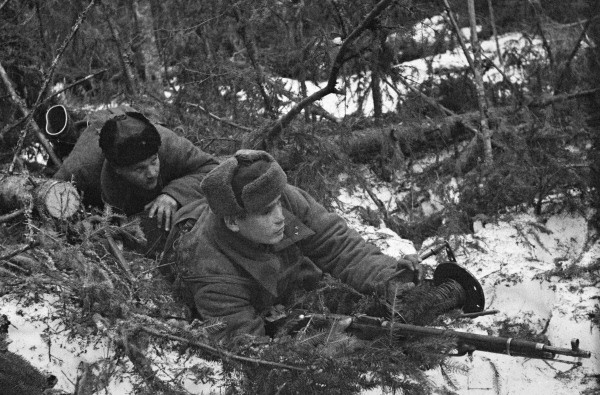
Spojaři pokládají v lese telefonní kabel, listopad 1942

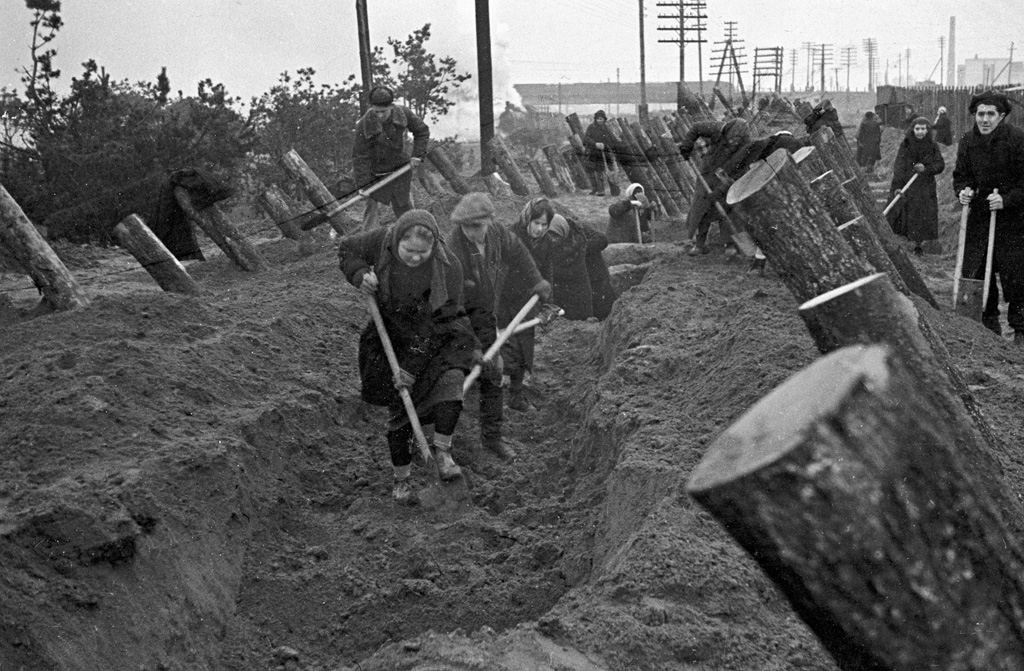
Moskvané budují obranná opevnění. Rusko Moskva, říjen 1941

Boris Jevgeňjevič Vdověnko (rusky Борис Евгеньевич Вдовенко; 1909 Jalta – 1995) byl sovětský fotoreportér.

## Životopis
Boris Vdověnko se narodil v Jaltě v rodině poštovního a telegrafního mechanika. V roce 1911 se jeho rodina přestěhovala do Moskvy, kde v roce 1926, po absolvování školy, odešel Boris pracovat jako pokladník v železniční dopravě.
Od roku 1934, své fotografie Vdověnko publikoval v novinách Pravda, Izvestija, „Komsomolskaja pravda“, „Večerní Moskva“, Sovietland, Moskovskije novosti, časopis Ogoňok, Industrija, Krestjanka, Rabotnica, Journal de Moscou, Fizkultura i sport a mnoho dalších periodik. Specializoval se na filmový průmysl, sport, letce, každodenní život, sovětskou mládež, Rudou armádu a významné osobnosti.
V listopadu 1941 se přihlásil do Velké vlastenecké války. Byl fotoreportérem pro frontové noviny Vperjod na vraga v Kalininu a poté pro 1. pobaltský front. V prosinci 1941 fotografoval ofenzívu Rudé armády v Kalininu, Rževě a Starici. Během války Vdověnko dokumentoval bojové operace: letectví (absolvoval 29 bojových letů jako vzdušný střelec), dělostřelectvo, tankové formace, ženijní jednotky a pěchotu. Také fotografoval život v první linii, stavbu obranných struktur, práci komunikací a nemocnic, odpočinek vojáků a zničená města a práci na jejich obnově. Vdověnko také dělal fotoreportáže o životě v týlu: obnově zničených podniků, intenzivní práci na železnici a skromném životě dělníků.
Po skončení války pokračoval Boris Vdověnko v tisku. Jeho práce byla publikována v časopisech Ogoňok, Křídla vlasti, noviny Sovětskaja Rossija nebo Sovětskaja torgovlja (Sovětský obchod). Pořídil velké množství snímků sovětského letectví (vojenské i civilní).
Vdověnkovy fotografie byly použity k vydání knihy „10 let sovětského Lotyšska“ a knih o sovětském letectví. V 60. letech byla vydána sada pohlednic s pohledy na Moskvu.

## Výstavy s účastí B. Vdověnka
2003 – „Moskva City“. Galerie umění Miriam a Ira D. Wallachových, Columbia University, New York, USA

## Knihy s příspěvky B. Vdověnka
- „10 let Sovětského Lotyšska“, Lotyšské státní nakladatelství, Riga, 1950.
- „Moscow City“. Columbia University, New York 2003, 50 s.
- „Rusko. XX století ve fotografiích. 1941–1964“. Moskevský dům fotografie, Moskva 2016

## Sbírky
- Práce autora jsou ve sbírkách: Moskevský dům fotografie